# Jonathon Lillis
Jonathon Lillis (ur. 20 sierpnia 1994 w Rochester) – amerykański narciarz dowolny, specjalizujący się w skokach akrobatycznych. W 2012 roku wystartował na mistrzostwach świata juniorów w Chiesa in Valmalenco, gdzie zdobył srebrny medal. Rok później wystąpił na mistrzostwach świata w Voss, zajmując 24. miejsce. Podczas rozgrywanych dwa lata później mistrzostw świata w Kreischbergu był siódmy. W zawodach Puchar Świata zadebiutował 16 stycznia 2011 w Mont Gabriel, zajmując 35. miejsce. Pierwsze pucharowe punkty wywalczył pięć dni później w Lake Placid, plasując się na 27. pozycji. Na podium zawodów tego cyklu po raz pierwszy stanął 13 lutego 2016 roku w Moskwie, gdzie był drugi. W zawodach tych rozdzielił swego rodaka - Maca Bohonnona i Rosjanina Ilję Burowa. Podczas mistrzostw świata w Sierra Nevada w 2017 roku zdobył złoty medal, pokonując obrońcę tytułu, Chińczyka Qi Guangpu i Davida Morrisa z Australii. W 2018 roku wystąpił na igrzyskach olimpijskich w Pjongczangu, zajmując ósmą lokatę.

## Osiągnięcia

### Igrzyska olimpijskie
| Miejsce | Dzień     | Rok  | Miejscowość | Konkurencja        | Zwycięzca           |
| ------- | --------- | ---- | ----------- | ------------------ | ------------------- |
| 8.      | 18 lutego | 2018 | Pjongczang  | Skoki akrobatyczne | Ołeksandr Abramenko |

### Mistrzostwa świata
| Miejsce | Dzień       | Rok  | Miejscowość   | Konkurencja                  | Zwycięzca    |
| ------- | ----------- | ---- | ------------- | ---------------------------- | ------------ |
| 24.     | 7 marca     | 2013 | Voss          | Skoki akrobatyczne           | Qi Guangpu   |
| 7.      | 15 stycznia | 2015 | Kreischberg   | Skoki akrobatyczne           | Qi Guangpu   |
| 1.      | 10 marca    | 2017 | Sierra Nevada | Skoki akrobatyczne           | -            |
| 14.     | 6 lutego    | 2019 | Deer Valley   | Skoki akrobatyczne           | Maksim Burow |
| 6.      | 7 lutego    | 2019 | Deer Valley   | Skoki akrobatyczne drużynowo | Szwajcaria   |

### Puchar Świata

#### Miejsca w klasyfikacji generalnej
- sezon 2010/2011: 196.
- sezon 2011/2012: 95.
- sezon 2012/2013: 69.
- sezon 2013/2014: 62.
- sezon 2014/2015: 32.
- sezon 2015/2016: 27.
- sezon 2016/2017: 36.
- sezon 2017/2018: 48.

#### Miejsca na podium w zawodach
1. Moskwa – 13 lutego 2016 (skoki) – 2. miejsce